# Márcio D'Astrain
Márcio D'Astrain (Suíça, 9 de março de 1993) é um realizador, argumentista, escritor e ator português.

## Biografia
Márcio de Oliveira D'Astrain nasceu no dia 9 de Março de 1993, na Suíça. Aos 5 anos, mudou-se para Pombal, Portugal. Ele estudou na escola semi-privada Instituto D. João V e foi lá que começou a escrever e atuar em peças teatrais, no grupo de teatro A-Teatro. Uma delas foi "O Rei Lobisomem" (2011), que lhe rendeu o prémio de Melhor Peça no XV Festival de Teatro de Pombal e uma Menção Honrosa durante os anos restantes no grupo de teatro.
Em 2012, matriculou-se no curso de Estudos Artísticos da Universidade de Lisboa. Foi aí que ingressou no GTL - Grupo de Teatro de Letras como escritor/produtor. Posteriormente, estagiou numa produtora de filmes, a Marginal Filmes. Em 2016, Márcio fez parte do projeto "Tudo Vai Melhorar" (2016), um projeto com tema LGBTQ+ que foi recebido positivamente pela comunidade. Em 2018, Márcio iniciou uma mini-websérie, "D'Astrain No Cinema" (2018), em que partilha a sua crítica pessoal acerca dos próximos filmes com estreia prevista em Portugal e entrevista algumas pessoas, de modo a saber a opinião das mesmas sobre os filmes escolhidos. 
"Floripes" (2020) foi o primeiro documentário de Márcio, que se estreou no dia 22 de fevereiro de 2020. As críticas foram positivas. Foi visto por mais de 3 mil pessoas. O filme foi nomeado para o New Cinema - Lisbon Film Festival.
No inverno de 2020, Márcio D'Astrain estreou a sua nova micro-metragem, "O Som do Fim", participando em mais de 10 festivais internacionais e tendo vencido o Winter Award para Melhor Curta-Metragem no Couch Film Festival, em Toronto.
Em 2022, D'Astrain encontra-se a promover a sua nova curta-metragem, "Saudade: A Lisboa Que Eu Nunca Conheci", com estreia marcada para este inverno. O filme conta com a participação do vencedor de três Emmys, Tom Mustin e com uma banda-sonora criada pela cantora Mara Nunes.
Em 22 de Outubro de 2023, foi lançado pela Cordel D'Prata a obra infantojuvenil "Serei a Vilã da Minha Própria História?". Este conto explora as aventuras da bruxinha Bianca pela fantástica aldeia do Terrenho (Trancoso).
A 8 de julho de 2025, D'Astrain publica a monografia literária The Acting Art of Cher, editada pela Motion Bloom Studios. Esta obra é a primeira a apresentar uma análise completa e detalhada da carreira de Cher enquanto atriz. Nas primeiras 24 horas, o livro alcançou o 1.º lugar na lista de Hot New Releases da Amazon.com nas categorias Acting & Auditioning, Individual Artist Monographs e Movie History & Criticism.  Entrou ainda no Top 10 dos mais vendidos na categoria de Interpretação e Audições - tornando Márcio D’Astrain o primeiro autor português a alcançar este feito. 

## Carreira
| Ano  | Título                                 | Género         | Trabalho/Papel          | Prémios/Notas | Produção          |
| ---- | -------------------------------------- | -------------- | ----------------------- | --- | ----------------- |
| 2018 | D'Astrain No Cinema                    | Web Série      | Realizador/Apresentador | N/A | D'Astrain Studios |
| 2020 | Floripes                               | Documentário   | Realizador/Produtor     | New-Cinema Film Festival, Lisboa - Semi-Finalista Monthly Indie Shorts - Nom. Melhor Poster | D'Astrain Studios |
| 2020 | In Search of Darkness: Part II         | Documentário   | Produção Menor          | N/A | CreatorVC         |
| 2021 | O Som do Fim                           | Micro-Metragem | Realizador/Argumentista | Prague International Monthly Film Festival - Nom. Melhor Poster Kosice International Monthly Film Festival - Nom. Melhor Poster Monthly Indie Shorts - Nom. Melhor Poster Best Film Awards - Nom. Melhor Realizador numa Curta-Metragem Couch Film Festival - Vencedor Melhor Micro-Metragem Experimental Independent Horror Movie Awards - Nom. Melhor Conceito Original e Melhor Realizador Aphrodite Film Awards, New York - Nom. Melhor Micro-Metragem | D'Astrain Studios |
| 2022 | Saudade: A Lisboa Que Eu Nunca Conheci | Curta-metragem | Realizador/Argumentista | Focus International Film Festival - Nom. Melhor Poster Design King's Cross Film Awards - Nom. Melhor Curta Documental Couch Film Awards - Nom. Melhor Cinematografia e Melhor Argumentista Black Hat Film Festival - Vencedor Melhor Curta Metragem | D'Astrain Studios |

| Ano  | Título            | Trabalho/Papel           | Prémios                                   |
| ---- | ----------------- | ------------------------ | ----------------------------------------- |
| 2010 | Um Conto de Natal | Actor - Mr. Scrooge      | Menção Honrosa IDJV                       |
| 2011 | O Rei Lobisomem   | Texto, Actor - Avô Júlio | Prémio do XV Festival de Teatro de Pombal |
| 2012 | Romeu e Julieta   | Actor - Anjo João Maria  | N/A                                       |

| Ano  | Título                                  | Género Literário | Editora              | Notas |
| ---- | --------------------------------------- | ---------------- | -------------------- | ----- |
| 2023 | Serei a Vilã da Minha Própria História? | Infantojuvenil   | Cordel D'Prata       | NA    |
| 2025 | The Acting Art of Cher                  | Monografia       | Motion Bloom Studios | NA    |